# Maria Ausilia Piroddi
Maria Ausilia Piroddi, nota come la rosa nera d'Ogliastra (Lanusei, 1º maggio 1958 – Bari Sardo, 1º febbraio 2011), è stata una sindacalista e omicida italiana.

## Biografia
Nel 1998 fu protagonista di una sanguinaria lotta per il potere all'interno della più piccola camera del Lavoro d'Italia, la Cgil di Tortolì, diventando un caso nazionale. Inizialmente subì due attentati, ad essi si collegano due tragiche morti dopo poco tempo, in seguito si scoprì un intreccio di lotte sindacali e politiche, traffico di armi e droga. Alla fine venne applicato per la prima volta in Sardegna, l'articolo 416 bis per contrastare il reato di associazione mafiosa.
La Piroddi fu condannata all'ergastolo per gli omicidi del sindacalista Franco Pintus e dell'operaio forestale Pier Paolo Demurtas. È morta agli arresti domiciliari nella sua abitazione di Bari Sardo.